# Denis Mounis
Pour les articles homonymes, voir Mounis.
Pas d'image ? Cliquez ici

a Compétitions nationales et continentales officielles uniquement.

Denis Mounis, né le 2 juillet 1982 à Perpignan (Pyrénées-Orientales), est un joueur français de rugby à XIII qui évolue au Saint-Estève XIII Catalan.